# Acer sessilifolium
Acer sessilifolium é uma espécie de árvore do gênero Acer, pertencente à família Aceraceae.